# François Oscar de Négrier
François Negrier, francoski general, * 1839, † 1913.
1. ↑  podatkovna baza Léonore — ministère de la Culture.
2. 1 2  data.bnf.fr: platforma za odprte podatke — 2011.